# Berliet VSO
Unter der Typenbezeichnung  Berliet VSO wurden vom französischen Kraftfahrzeughersteller Berliet in Lyon Anfang der 1930er Jahre ein leichter bis mittlerer Hauben-Lkw hergestellt.

## Technik und Geschichte
Der eingebaute wassergekühlte Vierzylinder-Ottomotor des Typs MLK2  (Bohrung × Hub 95 × 140 mm, Hubraum 3969 cm³) war steuerlich mit 19 CV eingestuft, die effektive Leistung ist nicht angegeben. Die Nutzlast lag bei 2,5 Tonnen. Die übrigen technischen Daten -soweit überliefert- können der Info-Box entnommen werden. Die allgemeine Betriebserlaubnis wurde am 23. Dezember 1931 erteilt.
Der Berliet VSO2 war eine Omnibus-Variante: Das Gewicht des bloßen Chassis war auf 2350 kg, das Gesamtgewicht auf 6000 kg gestiegen. Die allgemeine Betriebserlaubnis wurde am 27. April 1932 erteilt.
Der Berliet VSO3 war wieder eine Lkw-Variante mit 2,5 Tonnen Nutzlast: Das Gewicht des bloßen Chassis betrug jetzt 2700 kg, das Gesamtgewicht 7200 kg. Die allgemeine Betriebserlaubnis wurde am 16. Dezember 1932 erteilt.
Die Chassisnummern 87751–88250 (500 Stück) wurden für den Berliet VSO reserviert. Zu gebauten Stückzahlen gibt es keinerlei Angaben, möglicherweise ging das Fahrzeug in keiner Variante entgegen ursprünglichen Absicht in Serie, es blieb bei Prototypen.

### Originalquellen
Eine Publikation, in der alle vor 1945 gebauten Berliet-Typen individuell abgehandelt wären, gibt es nicht. Neben der unten erwähnten Literatur wurde auf folgende in der Fondation Berliet verwahrte Originalunterlagen zurückgegriffen:
- "Fiches des Mines": Es handelt sich um die Unterlagen zur Erteilung einer allgemeinen Betriebserlaubnis, hierfür ist in Frankreich der "Inspecteur des mines" sachlich zuständig. Diese Unterlagen sind chronologisch geordnet und nummeriert. Nicht zu jedem Typ bzw. Variante gibt es entsprechende Unterlagen, teils, weil sie wohl als Untervarianten eines Typs verstanden wurden, für den eine gesonderte Erlaubnis nicht erforderlich war, teils wohl, weil diese Unterlagen im Laufe der letzten 100 Jahre verlorengegangen sind. Bei Militärtypen gibt es Hinweise, dass eine Betriebserlaubnis direkt durch militärische Dienststellen erfolgte, was entsprechende "fiches des mines" überflüssig machte. Die Quellenbezeichnung lautet: "Fiches No...."
- "Etat des véhicules utilitaires et autobus declares aux mines depuis 1920", eine 15-seitige Zusammenstellung vom 1. Dezember 1941, enthält insbesondere die reservierten Chassisnummernbänder, die jedoch vielfach nicht vollständig ausgeschöpft wurden, einige Typen bzw. Varianten werden nicht erwähnt, Quellenbezeichnung lautet: "Etat S..."
- "Nombre de véhicules construits de 1930 à 1942", siebenseitige Zusammenstellung der zwischen 1930 und 1942 gebauten Stückzahlen an Nutzfahrzeugen, erstellt wohl 1943, erste Seite teilweise irreparabel verderbt, teilweise werden mehrere Typen bzw. Varianten zusammengefasst, Quellenbezeichnung lautet: "Nombre S...."

### Sonstige Literatur
- Monique Chapelle: Berliet. 1. Auflage. EMCE, Saint-Chamond 2016, ISBN 978-2-35740-049-8.
- Christophe Puvilland: Berliet 1905–1978, toute la gamme omnibus, autocars, autobus et trolleybus. 1. Auflage. histoire&collections, Paris 2008, ISBN 978-2-35250-059-9.
- François Vauvillier: Tous les Berliet militaires 1914–1940, vol.1: les camions. histoire&collections, Paris 2019, ISBN 978-2-35250-496-2.